# 腸臟
腸臟，或稱腸，是指消化系統中，由胃至肛門之間的消化管道，為大部份化學消化過程的所在地，將食物的營養吸收。腸臟主要分為小腸（十二指腸、空腸及回腸）及大腸（盲腸、結腸及直腸）兩部份。

## 第二大腦
現今醫學界將腸道界定為《第二大腦》，與腦部分別提供不同的功能，例如情緒控制，醫學界已認定腸道具有與腦部分擔控制情緒的角色。